# Бухалове (Миргородський район)
Буха́лове — село в Україні, Миргородському районі Полтавської області. Населення становить 172 осіб. Входить до складу Краснолуцької сільської громади.
Після ліквідації Гадяцького району у липні 2020 року увійшло до Миргородського району.

## Географія
Село Бухалове розташоване за 5 від правого берегу річки Грунь. На відстані 1 км розташоване село Калинівщина, за 2 км — село Глибока Долина.
По селу тече струмок, що пересихає із заґатою. Поруч пролягає автомобільний шлях.

## Населення

### Мова
Розподіл населення за рідною мовою за даними перепису 2001 року:
| Мова       | Кількість | Відсоток |
| ---------- | --------- | -------- |
| українська | 169       | 98.26%   |
| російська  | 3         | 1.74%    |
| Усього     | 172       | 100%     |

## Історія
- 1859 — заснування.
- Село постраждало внаслідок геноциду українського народу, проведеного окупаційним урядом СССР 1923—1933 та 1946–1947 роках.

## Уродженці
- Павлюченко Сергій Миколайович (1976—2016) — солдат Збройних сил України, учасник російсько-української війни.